# Gośliny
Gośliny – wieś w Polsce położona w województwie łódzkim, w powiecie rawskim, w gminie Biała Rawska.
Występuje w dokumentach z 1317 r. jako Goslini. W 1772 r. urodził się tu oficer wojsk napoleońskich, jeden z bohaterów powieści Stefana Żeromskiego "Popioły", Telesfor Kostanecki.
W latach 1975–1998 miejscowość administracyjnie należała do województwa skierniewickiego.